# 杉浦時勝
杉浦 時勝（すぎうら ときかつ）は、戦国時代の武将。松平氏・徳川氏の家臣。

## 生涯
松平広忠・徳川家康の2代に仕える。永禄6年（1563年）三河一向一揆の蜂起に際しては岡崎城を守備して一揆衆と戦う。天正13年（1585年）岡崎城番の石川数正が出奔した際、報せを聞いて速やかに登城して守備を固めた。天正18年（1590年）小田原征伐では岡崎城番を命じられたが、在城中に死去した。